# Johann Wilhelm Furchheim
Johann Wilhelm Furchheim (circa 1635/1640 - Dresden, 22 november 1682) was een Duitse barokcomponist, violist en organist. Furchheim was zijn gehele werkzame leven verbonden aan de hofkapel te Dresden.

## Levensloop
Furchheim kwam in 1651 in dienst als leerling bij de hofkapel van het Saksische hof in Dresden. Hij kreeg hier een muzikale opleiding van kapelmeester Heinrich Schütz.
In 1665 kreeg Furchheim bij de hofkapel officieel een aanstelling als violist. Van 1667 tot 1676 gaf hij tevens leiding aan de muziek die in de kerk werd gespeeld; ook verzorgde hij in deze periode de tafelmuziek aan het hof. In 1680 werd Furchheim benoemd tot concertmeester, een jaar later gevolgd door de functie van vicekapelmeester.

### Adam Krieger
Aan het hof in Dresden werkte ook de organist en componist Adam Krieger. Na diens overlijden in 1666 hielp Furchheim mee om Kriegers muziekbundel Neue Arien (1667) uit te geven. In 1676 vond een heruitgave plaats van deze bundel, waarbij tien extra liederen waren toegevoegd, voorzien van door Furchheim gecomponeerde ritornelli.

## Werken
Furchheims eigen composities verschenen in 1674: Musicalische Tafel-Bedienung, een bundel met sonates voor strijkers. Na zijn dood werd in 1687 een tweede bundel uitgegeven: Auserlesene Violinen-Exercitium. Deze tweede bundel is niet bewaard gebleven. Verder zijn er nog een achttal sonates en een suite behouden.
Van zijn ruim twintig religieuze werken is slechts één compositie bewaard: Lobe den Herren, meine Seele.